# Tótszerdahely
Tótszerdahely (horvátul: Serdahelj, Serdahel) község Zala vármegyében, a Letenyei járásban. A településen polgárőrség működik.

## Fekvése
A község Nagykanizsától délnyugatra, a (Nagykanizsa-)Murakeresztúr-Letenye közti 6835-ös út mellett fekszik. Délről Horvátországgal és a Murával határos, északi szomszédja Tótszentmárton, amellyel az innen Becsehelyig húzódó 6836-os út köti össze. Környéke kedvesen lankás, enyhén dombos.

## Története
A mai Tóthszerdahely területén a kilencedik századból származó telepek nyomát találták régészek. A település első írásos említése 1370-ből való (Zeredahel, Zerdahel), 1697-ben Tott Szerdahel, jelenlegi nevével először 1790-ben olvashatjuk. A tót előtag a horvát és szláv nyelvjelenlétére utal, az utótag pedig a szerdai napokon tartott vásárokra. A XIV. század derekától a település a Szentmihályi és Szentkálmáni család birtoka. Részbirtokosok lettek a Kaczor, Zele, Háshágyi és Csernel családok. A települést 1540-ben és 1541-ben az alsólendvai Bánffy családból való alsólendvai Bánffy István emberei kirabolták. Állatokat hajtottak el, készpénzt és ingóságokat vittek el. 1545-ben három halastavát lehalászták, erdeit kivágták. Már a XVI. század közepén előfordult, hogy a környék lakói török fogságba kerültek. 1990 után épült ki a teljes infrastruktúra.

## Közélete

### Polgármesterei
- 1990–1994: Tislér István (független)[6]
- 1994–1998: Tislér István (SZDSZ)[7]
- 1998–2002: Tislér István (független)[8]
- 2002–2006: Tislér István (SZDSZ)[9]
- 2006–2010: Tislér István (független)[10]
- 2010–2014: Tislér István (független)[11]
- 2014–2019: Tislér István (független)[12]
- 2019–2024: Havasi Viktória (független)[13]
- 2024–2025: Havasi Viktória (független)[1]

A településen 2025. szeptember 28-án időközi polgármester-választást kell tartani, az előző polgármester néhány hónappal korábban bejelentett lemondása miatt.

## Népesség
A település népességének változása:
| Lakosok száma | 1096 | 1104 | 1081 | 1094 | 1070 | 1084 | 1085 |
|               | 2013 | 2014 | 2015 | 2021 | 2022 | 2023 | 2024 |

A 2011-es népszámlálás idején a nemzetiségi megoszlás a következő volt: magyar 45,1%, cigány 1,83%, horvát 53%. A lakosok 79,9%-a római katolikusnak, 0,36% reformátusnak, 1,27% felekezeten kívülinek vallotta magát (17,8% nem nyilatkozott).
2022-ben a lakosság 86,5%-a vallotta magát magyarnak, 44,2% horvátnak, 1,8% cigánynak, 0,5% románnak, 0,2% németnek, 0,1-0,1% lengyelnek, görögnek, bolgárnak és ruszinnak, 2,9% egyéb, nem hazai nemzetiségűnek (9,3% nem nyilatkozott; a kettős identitások miatt a végösszeg nagyobb lehet 100%-nál). Vallásuk szerint 61,4% volt római katolikus, 0,7% református, 0,2% evangélikus, 1,4% egyéb keresztény, 1,1% egyéb katolikus, 5% felekezeten kívüli (30% nem válaszolt).

## Nevezetességei
Fedák Sári színművésznőnek volt itt birtoka.